# Xyphon balli
Xyphon balli är en insektsart som först beskrevs av Knull 1940.  Xyphon balli ingår i släktet Xyphon och familjen dvärgstritar. Inga underarter finns listade i Catalogue of Life.